# اختبار MTT

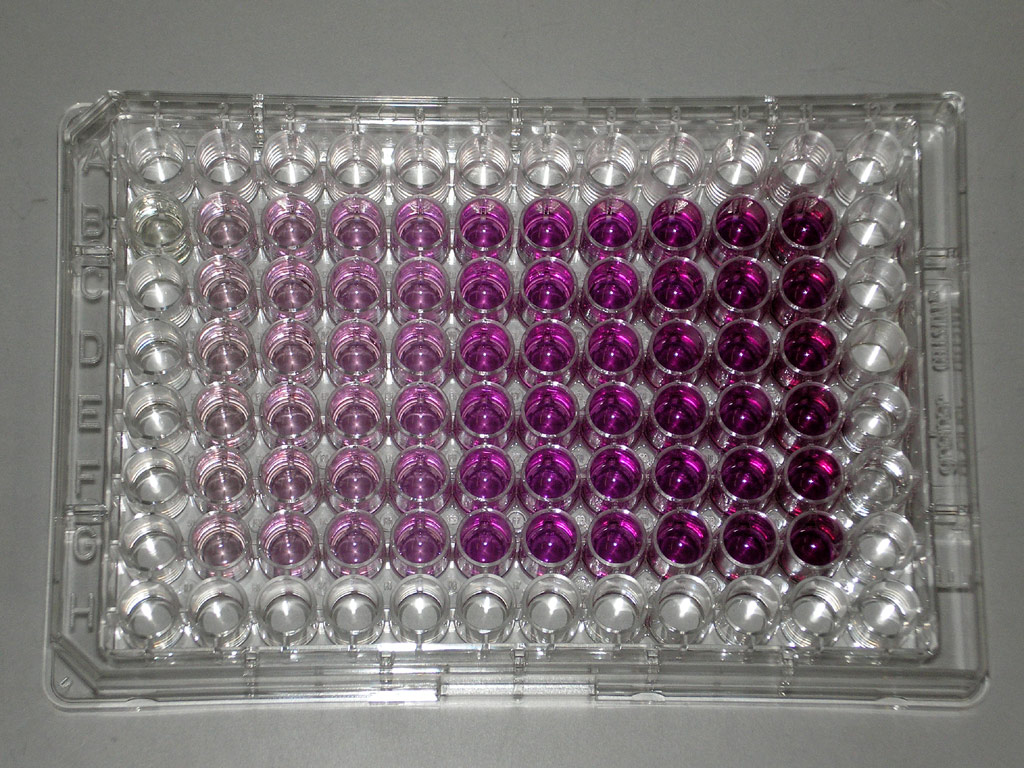
صفيحة microtiter بعد اختبار MTT. أدت زيادة كميات الخلايا إلى زيادة التلوين الأرجواني.

اختبار MTT  هو اختبار قياس لوني لتقييم نشاط الخلية الاستقلابي.  قد تعكس أنزيمات الأوكسيداز المرجعة (Oxidoreductases)  الخلوية المعتمدة على NAD(P) H - في ظروف محددة- عدد الخلايا الحية الموجودة. تستطيع هذه الأنزيمات إرجاع صباغ التترازوليوم (tetrazolium)  التالي 3-(4,5-dimethylthiazol-2-yl)-2,4diphenyltetrazolium bromide (MTT) إلى فورمازان (formazan) غير القابل للذوبان ذي اللون البنفسجي. تُستخدم أصبغة تترازوليوم مشابهة جداً مثل XTT ، وMTS,و WSTs بالاقتران مع مستقبل الإلكترون الوسيط 1-methoxy phenazine methosulfate (PMS).  بالنسبة لـ WST-1  غير النافذ إلى الخلية، يظهر الإرجاع خارج الخلية عبر نقل الإلكترون عبر الجدار البلازمي.  يدعم هذا التفسير التقليدي المفترض حالياً ظهور دليل على إرجاع MTT  إلى formazan  في البُنى الخلوية الدهنية بدون تدخل واضح من أنزيمات Oxidoreductases.  يمكن استخدام اختبار صباغ التترازوليوم أيضاً لقياس السمية الخلوية (فقد الخلايا الحية) أو درجة تثبيط الخلايا (الانتقال من التكاثر إلى السكون) الخاصة بعوامل دوائية فعالة وبمواد سامة. يُجرى اختبار MTT  في الظلام عادة لأن كاشف الـMTTحساس للضوء.

## MTT وأملاح التترازوليوم ذات الصلة
يُرجع MTT وهو تترازول (terazole) أصفر اللون إلى فورمازان بنفسجي اللون في الخلايا الحية.  يُضاف محلول إذابة (إما dimethyl sulfoxide  وهو محلول إيثانول حمضي، أو محلول sodium dodecyl sulfate المطهر ممدداً في حمض هيدروكلوريدي) ليحلّ الفورمازان البنفسجي غير المنحل في الماء ويحوله إلى محلول ملون. يمكن تحديد امتصاصية هذا المحلول الملون بالقياس في طول موجة معين (عادة بين 500 و600 نانومتر) باستخدام مقياس الضوء الطيفي. تعتمد درجة امتصاص الضوء على تركيز الفورمازان المتراكم داخل الخلية وعلى سطح الخلية. كلما زاد تركيز الفورمازان، زاد اللون البنفسجي وقلت الامتصاصية.
اقترح XTT (2,3-bis-(2-mehoxy-4-niro-5-sulfophenyl)-2H-tetrazolium-5-carboxanilide) ليحل محل MTT لأنه يتحلى بحساسية أعلى ومدى حيوي أكبر. صباغ الفورمازان الناتج ينحل بالماء ما يغني عن خطوة الحل الأخيرة. 
تشكّل أملاح التترازوليوم المنحلة بالماء بدائل أحدث للـMTT: طُّورت بإضافة شحنات سلبية أو إيجابية ومجموعات هيدروكسي إلى حلقة الفينيل من ملح التترازليوم، أو الأفضل بإضافة مجموعات سلفونات إلى حلقة الفينيل بشكل مباشر أو غير مباشر.
MTS (3-(4,5-dimethylthiazol-2-yl)-5-(3-carboxymethoxyphenyl)-2-(4-sulfophenyl)-2H-tetrazolium) بوجود phenazine methosulfate(PMS) ينتج فورمازان يتمتع بأقصى قدرة امتصاصية عند طول موجة 490 نانومتراً في محلول أملاح مخفف بالفوسفات. يُوصف اختبار MTS عادة بأنه اختبار MTT«من خطوة واحدة» ما يتيح إضافة الكاشف مباشرة إلى المزرعة الخلوية بدون الخطوات الوسيطة في اختبار MTT. لكن هذه الإمكانية تجعل اختبار MTS معرضاً لتداخل لوني لأن الخطوات الوسيطة في اختبار MTT تزيل بقايا المركبات الملونة في حين تبقى هذه البقايا في طبق المعايرة في اختبار MTS وحيد الخطوة. هناك حاجة لاحتياطات من أجل ضمان الدقة عند استخدام هذا الاختبار وهناك آراء قوية تدعم التأكد من نتائج MTS عبر الرصد النوعي تحت المجهر. (هذا خيار حكيم في كل اختبارات القياس اللوني). 
WSTs أو أملاح التترازوليوم المنحلة بالماء هي سلسلة من الأصبغة الأخرى المنحلة بالماء لاختبارات MTT: طُورت لتعطي طيف امتصاص مختلف لأنواع الفورمازان المتشكلة.  WST-1 وبالتحديد WST-8 (2-(2-methoxy-4-nitrophenyl)-3-(4-nitrophenyl)-5-(2,4-disulfophenyl)-2H-tetrazolium) ملائمة أكثر من MTT لكونها تُرجع خارج الخلايا بالارتباط مع وسيط الإلكترون PMS وتطلق فورمازان ينحل بالماء. أخيراً، يمكن لاختبارات WST (1)أن تُقرأ مباشرة (بخلاف MTT الذي يحتاج إلى خطوة الحلّ)، (2) تعطي إشارة أكثر فعالية من MTT، (3) تقلل من تسمم الخلايا (بخلاف اختبار MTT النافذ للخلية والفورمازان غير المنحل الناتج عنه الذي يتراكم داخل الخلايا).

## أهمية اختبار MTT
يُفترض بشكل عام أن إرجاع صباغ التترازوليوم يعتمد على أنزيمات الأوكسيدوريدكتاز المعتمدة على NAD(P)H في حجرة العصارة الخلوية في الخلية.   لهذا يعتمد إرجاع MTT وأصبغة تترازوليوم أخرى على النشاط الخلوي الاستقلابي الراجع إلى تدفق NAD(P)H. تُرجع الخلايا ذات الاستقلاب القليل مثل الخلايا التيموسية والخلايا الطحالية القليل من MTT. بالمقابل، تظهر الخلايا سريعة الانقسام نسباً عاليةً من إرجاع MTT. لا بد من الأخذ بعين الاعتبار أن ظروف الاختبار قد تغير النشاط الاستقلابي وتغير بالتالي إرجاع أصبغة التترازوليوم بدون التأثير على حيوية الخلية. علاوة على ذلك، آلية إرجاع أصبغة التترازوليوم –داخل الخلوية(ٍٍٍMTT,MTS) أو خارج الخلوية (WST-1)- ستحدد أيضاً كمية الناتج. بالإضافة لذلك، ظهر دليل على إرجاع MTT العفوي في بنى الخلية وحجراته الدهنية بدون تحفيز أنزيمي.  ومع ذلك، تحت هذا النموذج البديل، ما زال اختبار MTT يقيم قدرة الإرجاع الخلوية (بمعنى آخر: توفر المركبات المرجعة لتحريك عمليات الخلية).  ولهذا تبقى ترجمة حيوية الخلية النهائية غير متغيرة.

## روابط خارجية
- بروتوكول فحص MTT